# Рудольф Боммер
Рудольф Боммер (нім. Rudolf Bommer, нар. 19 серпня 1957, Ашаффенбург) — німецький футболіст, що грав на позиції півзахисника. По завершенні ігрової кар'єри — тренер.
Виступав, зокрема, за клуби «Фортуна» (Дюссельдорф) та «Айнтрахт», а також національну збірну Німеччини, з якою був учасником чемпіонату Європи та двох Олімпійських ігор.

## Клубна кар'єра
Вихованець клубів «Вікторія» (Ашаффенбург) та «Кікерс» (Оффенбах). У дорослому футболі дебютував 1976 року виступами за команду «Фортуна» (Дюссельдорф), в якій провів дев'ять сезонів. Він дебютував 14 серпня 1976 року в матчі проти мюнхенської «Баварії» (1:2), у якому також забив гол. У 1978 році він дійшов з клубом до фіналу Кубка Західної Німеччини, а в 1979 році до фіналу Кубка володарів кубків. У тому ж році, а також у 1980 році він виграв Кубок ФРН з «Фортуною». За 9 років у кольорах цієї команди він провів 264 матчі та забив 38 голів у Бундеслізі.
У 1985 році Боммер перейшов до «Баєр Юрдінген», також грав у Бундеслізі. Там він дебютував 10 серпня 1985 року в матчі проти мюнхенської «Баварії» (1:0). У 1986 році він посів з клубом 3 місце в Бундеслізі. Три роки грав за «Баєр». Загалом він зіграв там у 83 матчах і забив 13 голів.
У 1988 році Боммер перейшов до клубу другого дивізіону «Вікторія» (Ашаффенбург), вихованцем якого і був. У 1989 році він вилетів з командою до Оберліги, третього дивізіону країни. Він провів там три роки, а потім повернувся в Бундеслігу в 1992 році, уклавши контракт з «Айнтрахтом» (Франкфурт-на-Майні). Там він провів свій перший матч у чемпіонаті 15 серпня 1992 року проти дрезденського «Динамо» (1:1). У 1993 році він посів 3-е місце в Бундеслізі разом з «Айнтрахтом», а в 1996 році вилетів до 2-ї Бундесліги. Завершив кар'єру в 1997 році. Всього Боммер зіграв 417 матчі у Бундеслізі і забив 54 голи у вищому дивізіоні Німеччини.

## Виступи за збірну
15 лютого 1984 року дебютував в офіційних матчах у складі національної збірної ФРН в товариській грі проти Болгарії (3:2), а влітку був включений до заявки збірної на чемпіонат Європи 1984 року у Франції. Там він зіграв у одному матчі проти Португалії (0:0), а Німеччина вилетіла з турніру після групового етапу. Загалом протягом кар'єри провів у її формі 6 матчів.
Того ж року Боммер дійшов з олімпійською збірною до чвертьфіналу літніх Олімпійських ігор в Лос-Анджелесі. Кульмінацією його кар'єри як гравця у формі олімпійської збірної стала його участь в наступних Олімпійських іграх 1988 року, де він посів 3-е місце і таким чином завоював бронзову медаль. За це він був нагороджений «Срібним лавровим листом», найвищою спортивною нагородою Німеччини.

## Кар'єра тренера
Виступаючи за «Айнтрахт», Боммер паралельно розпочав тренерську кар'єру і з липня 1994 року по серпень 1995 року тренував резервну команду, а з квітня 1995 по 1996 рік також був помічником тренера першої команди, а також тимчасовим головним тренером з 8 грудня 1996 року по 17 грудня 1996 року),
З липня 1997 по квітень 1998 року Боммер очолював «Мангайм», після чого перейшов до рідної «Вікторії» (Ашаффенбург), де він був головним тренером з липня 1998 року по червень 2000 року. 
26 жовтня 2000 року Боммер став тренером тодішнього клубу регіональної ліги «Вакер» (Бургхаузен) і вивів команду до Другої Бундесліги в 2002 році, де провів наступні два роки. 
2004 року став головним тренером команди «Мюнхен 1860», звідки був випущений 15 грудня того ж року. 
31 серпня 2005 року Боммер став тренером клубу другого дивізіону «Саарбрюкен» і на деякий час вивів команду із зони вильоту. 3 травня 2006 року після поразки 0:4 від «Кікерса» (Оффенбах) був звільнений з посади головного тренера. Свою роль у звільненні зіграли і чутки про можливий перехід в «Дуйсбург».
1 липня 2006 року Боммер став головним тренером клубу «Дуйсбург», який вилетів з Бундесліги. У сезоні 2006/07 він посів з командою третє місце в таблиці і повернув команду в Бундеслігу. Наступного сезону клуб знову вилетів, посівши останнє місце у групі. Після слабкого початку сезону у Другій Бундеслізі Боммер був звільнений 9 листопада 2008 року.
У липні 2011 року Боммер повернувся у «Вакер» (Бургхаузен) і працював там до грудня того ж року, після чого розірвав контракт і підписав угоду з «Енергі» з Котбуса до 30 червня 2013 року, яка була продовжена до кінця сезону 2014 року. Втім після чотирьох ігор без перемог, він був звільнений 5 листопада 2013 року.
У жовтні 2015 року він став новим тренером клубу Регіональної ліги Баварія «Вікторія» (Ашаффенбург), замінивши звільненого Слободана Комленовича, але вже в грудні покинув команду.
З 1 січня 2016 року по 1 квітня 2019 року він був головним тренером команди ліги Гессена «Гессен» (Драйайх) і вийшов з нею до Південно-Західної регіональної футбольної ліги в 2018 році. У квітні 2019 року Рудольф покинув клуб

## Титули і досягнення
- Володар Кубка Німеччини (2):

«Фортуна» (Дюссельдорф): 1978/79, 1979/80